# Mirosław Szatkowski
Mirosław Szatkowski (pseudonim Szymon) – polski muzyk, członek zespołów Deadlock i Kryzys. Do zespołu Deadlock trafił w 1979 roku. W 1980 roku odszedł z Deadlocka i rozpoczął współpracę z muzykami Kryzysu.
Nagrania z wokalem Szatkowskiego trafiły na bootlegi Ambition oraz Kołobrzeg '80. Nagrania z działalności grupy Kryzys ukazały się na albumach Fala (utwór „Mam dość”) oraz 78–81.

## Dyskografia
- Ambition (1981)
- 78–81 (1994)
- Kołobrzeg '80 (1995)